# Mirosław Sznaucner
Mirosław Sznaucner, né le 9 mai 1979 à Będzin, est un footballeur polonais. Il occupe actuellement le poste d'arrière latéral.

## Biographie

### Formé à Katowice
Mirosław Sznaucner, né à Będzin, part jouer au football au moment de son adolescence à Katowice, l'une des grandes villes du pays et chef-lieu de Silésie, voïvodie de naissance du jeune homme. Formé au HKS Szopienice, il rejoint en 1998 le GKS Katowice, grand club des dix précédentes années. Intégré à l'équipe réserve, il profite de la relégation du club en fin de saison pour découvrir la deuxième division polonaise. Régulièrement utilisé par son entraîneur, Sznaucner décroche la deuxième place, synonyme de montée. Jouant toujours autant en I Liga, il se balade sur tout l'axe de la défense, capable d'évoluer au centre comme sur les deux côtés. Lors de ses deux premières saisons dans l'élite, Mirosław Sznaucner atteint le milieu de tableau, puis joue les premières places l'année suivante. Titularisé à chaque rencontre de championnat, il est appelé en équipe nationale en février 2003 pour le tournoi Marjana, en Croatie. Le 14, il enfile pour la première fois le maillot polonais contre la Macédoine, et participe à la large victoire de son pays trois buts à zéro, puis remet ça deux mois plus tard face à Saint-Marin, étrillé cinq à zéro. En deuxième partie de saison, Katowice perd un peu de terrain, et descend de la deuxième à la troisième place, qualificative pour le premier tour de la Coupe UEFA 2003-2004. 
Après cette belle quatrième saison passée au club, Sznaucner est contacté par plusieurs clubs étrangers, et déclare être en contact avancé avec l'Iraklis Thessalonique, étant libre de s'engager où il veut. En effet, les dirigeants de Katowice avaient fait le choix de ne pas prolonger son contrat, pour faciliter un éventuel départ.

### Découvre la Coupe d'Europe en Grèce
Le 18 juin 2003, Mirosław Sznaucner signe un contrat de deux ans à l'Iraklis, avec une option de prolongation d'un an. Avec le club le plus ancien de Thessalonique, le Polonais enchaîne les matches et les saisons, améliorant à chaque fois le classement de son équipe en championnat. En 2006, il atteint la quatrième place, et se qualifie pour la Coupe UEFA. Le 14 septembre 2006, Sznaucner joue son premier match européen en Pologne, contre le Wisła Cracovie. Vainqueur un but à zéro à l'aller, l'Iraklis se dirige vers le deuxième tour de la compétition, avant que Nikola Mijailović envoie les deux équipes en prolongation. Finalement, le club grec sort de la Coupe UEFA après avoir encaissé un second but du Wisła, et ne parvient pas à se rassurer en Superleague. À la lutte pour sortir de la zone de relégation, l'Iraklis se maintient in-extremis, et accroche la treizième place, pire résultat du club depuis près de cinquante ans. C'est à ce moment que Sznaucner choisit de changer d'équipe.
Heureux en Grèce, il rejoint à l'été 2007 le PAOK Salonique, l'un des autres clubs de la ville, pour deux saisons. Tout de suite dans le bain, il est à créditer d'une bonne première saison, malgré la neuvième place de son équipe. L'année suivante, le PAOK lutte pour le titre avec l'Olympiakos, mais doit se contenter de la deuxième place. Lors des play-offs, Sznaucner et ses coéquipiers déçoivent, ne décrochant qu'une place pour le troisième tour de la Ligue Europa. L'année suivante, le Polonais fait face à de nombreuses blessures, qui le privent d'un peu moins de deux tiers de la saison. Son équipe, sans son arrière droit, tient son rang, et améliore même son classement lors des play-offs. Rétabli, Mirosław Sznaucner se prépare à disputer la Ligue des Champions et son troisième tour de qualification. Face à l'Ajax Amsterdam, le Dikefalos s'incline au nombre de buts marqués à l'extérieur, et Sznaucner se dirige vers la Ligue Europa après deux titularisations en Ligue des champions. Dans un groupe assez relevé, le natif de Będzin tire son épingle du jeu, tout comme en championnat, mais doit renoncer aux terrains à la fin de l'année civile après une rupture du ligament interne du genou gauche.

## Palmarès
- Vice-Champion de Grèce : 2009